# Махмуд Хашеми Шахруди
Махмуд Хашеми Шахруди (на персийски: محمود هاشمی شاهرودی‎‎) е ирански шиитски духовник и политик.
Според „Al-Monitor“, той притежава и иракски паспорт, като е бивш член на ислямската Дауа партия.

## Биография
Според биографията на Шахруди от официалния англоезичен уебсайт на експертите, той получава образованието си в Наджаф, Ирак от Мохамед Бакир ал Садр, основател на ислямската Дауа партия, и счита, че Садр е мъченик. Садр е екзекутиран без съд и присъда от режима на Саддам Хюсеин през април 1980 г.
Шахруди става лидер на Върховния съвет за ислямската революция в Ирак, което предизвиква възражения при назначението му като ръководител на съдебната власт на Иран от 1999 г. до 2009 г.
При приемането на поста си на главен съдия, Шахруди казва: „Наследявам една пълна разруха от предишната съдебна система“, позовавайки се на Мохамед Язди и неговите 10 години на служба. Той назначава Саид Мортазави, добре известна фундаменталистка и противоречива фигура, за главен прокурор на Иран. По-късно, когато Мортазави води съдебната система срещу движението на реформи на Хатами, на Шахруди е наредено от режима да спре насилствените действия на Мортазави срещу дисидентите или да бъде махнат от власт. През юли 2011 г. Шахруди е назначен от върховния лидер Али Хаменеи за глава на арбитражния орган за разрешаване на продължаващия спор между Махмуд Ахмадинеджад и парламента. Той е сочен като възможен наследник на Али Хаменеи като Върховен водач на Иран.
Шахруди осъжда „Ислямска държава“ като терористична организация, която извършва най-тежките грехове като убива хора в името на джихада, макар че убийствата им са ясни нарушения на исляма. Той също така не приема рушенето на цивилизации и държави.